# Resultados do Carnaval de Vitória em 2018
Nesta página estão apontados os Resultados do Carnaval de Vitória no ano de 2018. A Mocidade Unida da Glória foi a campeã do Grupo Especial, enquanto a Imperatriz do Forte campeã do Grupo A.

## Escolas de samba

### Grupo Especial
Notas
| Andaraí                                            | 9,9 | 9,7 | 9,9 | 9,7 | 9,7 | 9,7 | 9,5 | 9,4 | 9,5 | 9,7 | 9,8 | 9,6 | 9,3 | 9,1 | 9,4 | 9,3 | 9,1 | 9,1 | 9,5 | 9,0 | 9,4 | 9,7 | 9,9 | 9,8 | 9,9 | 9,0 | 9,9 | -0,7 | 172,5 |
| Novo Império                                       | 10  | 9,8 | 9,9 | 9,7 | 9,7 | 9,8 | 9,8 | 9,6 | 9,8 | 9,8 | 9,7 | 9,8 | 9,5 | 9,6 | 9,7 | 9,8 | 9,8 | 9,7 | 9,7 | 9,8 | 9,9 | 9,7 | 9,7 | 9,9 | 10  | 9,6 | 9,8 | -0,5 | 176,1 |
| Piedade                                            | 9,8 | 9,3 | 9,8 | 10  | 10  | 10  | 9,8 | 9,8 | 9,8 | 9,9 | 9,9 | 9,7 | 10  | 10  | 9,9 | 9,8 | 9,7 | 9,3 | 9,7 | 9,6 | 9,4 | 10  | 10  | 10  | 9,9 | 9,8 | 10  | -0,1 | 177,6 |
| Boa Vista                                          | 9,7 | 9,7 | 9,8 | 10  | 9,9 | 10  | 9,9 | 9,6 | 9,7 | 10  | 10  | 10  | 9,8 | 9,8 | 9,8 | 10  | 9,8 | 9,9 | 9,6 | 9,7 | 10  | 9,9 | 9,9 | 9,9 | 9,9 | 10  | 10  |      | 178,1 |
| MUG                                                | 10  | 10  | 9,9 | 10  | 10  | 10  | 9,8 | 9,8 | 9,9 | 9,9 | 10  | 10  | 9,8 | 10  | 9,9 | 9,8 | 9,9 | 9,5 | 9,6 | 10  | 9,6 | 10  | 10  | 10  | 10  | 9,9 | 10  | -0,1 | 178,8 |
| Pega no Samba                                      | 9,4 | 9,8 | 9,7 | 10  | 9,9 | 9,9 | 9,6 | 9,4 | 9,7 | 9,7 | 9,8 | 9,6 | 9,6 | 9,6 | 9,4 | 10  | 9,5 | 9,4 | 9,6 | 9,6 | 9,3 | 9,7 | 10  | 9,8 | 10  | 10  | 9,9 | -0,1 | 175,4 |
| Jucutuquara                                        | 9,8 | 9,4 | 9,6 | 9,9 | 9,8 | 9,8 | 9,6 | 9,6 | 9,7 | 9,7 | 9,8 | 9,6 | 9,6 | 9,7 | 9,6 | 9,9 | 9,6 | 9,3 | 9,6 | 9,6 | 9,4 | 9,7 | 9,8 | 9,8 | 9,8 | 9,8 | 9,9 | -0,8 | 174,4 |
| OBS.: A menor nota de cada quesito foi descartada. |     |     |     |     |     |     |     |     |     |     |     |     |     |     |     |     |     |     |     |     |     |     |     |     |     |     |     |      |       |

#### Classificação
| Legenda: Campeã Rebaixada |

| Pos | Escolas de samba | Enredo | Pontos | Ref.              |
| --- | ---------------- | --- | ------ | ----------------- |
| 1   | MUG              | Entre confetes e serpentinas, uma paixão sem igual… Olhares que se cruzam, bocas que se beijam… Amores de carnaval | 178,8  | [ 1 ] [ 4 ] [ 5 ] |
| 2   | Boa Vista        | Sou Boa Vista, sou Madiba o canto da igualdade que ecoa no centenário de Mandela                                   | 178,1  | [ 1 ] [ 4 ] [ 5 ] |
| 3   | Piedade          | Pra não dizer que não falei das flores                                                                             | 177,6  | [ 1 ] [ 4 ] [ 5 ] |
| 4   | Novo Império     | No vai e vem do mar, lá se vão 100 anos do Sindicato da Estiva                                                     | 176,1  | [ 1 ] [ 4 ] [ 5 ] |
| 5   | Pega no Samba    | Na celebração ao chocolate, a Locomotiva dá um show!                                                               | 175,4  | [ 1 ] [ 4 ] [ 5 ] |
| 6   | Jucutuquara      | Ambrósio | 174,4  | [ 1 ] [ 4 ] [ 5 ] |
| 7   | Andaraí          | Quem conta um conto aumenta um ponto com a certeza de quem viu! Mas não leve tão a sério é 1° de Abril             | 172,5  | [ 1 ] [ 4 ] [ 5 ] |

### Grupo A

#### Classificação
| Legenda: Promovida Rebaixada |

| Pos | Escolas de samba     | Enredo                                                                              | Pontos | Ref.        |
| --- | -------------------- | ----------------------------------------------------------------------------------- | ------ | ----------- |
| 1   | Imperatriz do Forte  | Sou Imperatriz, sou Capixaba com fé!                                                | 174,90 | [ 1 ] [ 6 ] |
| 2   | Chega Mais           | Sertão. Sol, seca e alegria… A saga de um povo valente, festeiro, e lutador         | 174,20 | [ 1 ] [ 6 ] |
| 3   | Chegou o Que Faltava | Pra nivelar a vida em alto astral. Nobre Pérola, Jovelina                           | 173,60 | [ 1 ] [ 6 ] |
| 4   | São Torquato         | Mulher independente, capitoa a comandar. Luiza Grinalda, a Independentes vai cantar | 173,20 | [ 1 ] [ 6 ] |
| 5   | Rosas de Ouro        | Espírito Santo, o filho mestiço deste gigante chamado Brasil                        | 171,70 | [ 1 ] [ 6 ] |
| 6   | Tradição Serrana     | Abaixo a opressão… Tradição canta ao Rei dos Palmares                               | 168,60 | [ 1 ] [ 6 ] |
| 7   | Barreiros            | Se Deus é Brasileiro… É Capixaba e pintou Piúma!                                    | 148,79 | [ 1 ] [ 6 ] |

### Grupo B

#### Classificação
| Legenda: Promovida |

| Pos | Escolas de samba          | Enredo | Pontos | Ref.        |
| --- | ------------------------- | --- | ------ | ----------- |
| 1   | Império de Fátima         | O Tigre encontra o Leão no lugar que eu sempre quis! Na avenida meu irmão, vou abraçar. Viver a igualdade e ser feliz! | 255,5  | [ 1 ] [ 7 ] |
| 2   | União Jovem de Itacibá    | A União anuncia: É primavera!                                                                                          | 254,4  | [ 1 ] [ 7 ] |
| 3   | Independente de Eucalipto | Eucalipto toca no seu rádio de novo                                                                                    | 249    | [ 1 ] [ 7 ] |
| 4   | Mocidade da Praia         | Deu bola na rede, deu samba no pé!                                                                                     | 239,5  | [ 1 ] [ 7 ] |